# Sepetiba
Sepetiba és un barri localitzat en la Zona Oest del municipi de Rio de Janeiro. Limita amb els barris de Santa Cruz, Pedra de Guaratiba, Barra de Guaratiba i Guaratiba. El seu IDH, l'any 2000, era de 0,761, el 109 entre 126 regions analitzades en el municipi de Rio.

## Història
El nom "Sepetiba" té origen en la llengua tupí, significant "molta palla".
Les platges de Sepetiba servien com a port colonial per a exportació de Caesalpinia echinata a Europa. Els seus principals accessos eren el camí de Sepetiba (actual carretera de Sepetiba), que duia a Santa Cruz, i el camí de Piahy (actual carretera del Piaí), que connectava el barri amb Pedra de Guaratiba. A l'inici del segle xix, Sepetiba va passar a ser freqüentada l'estiu per la Família Reial, que utilitzava la propietat per a l'oci de l'elit, com corrides de toros, saraus i balls portuguesos.
Amb la implantació de la “Companhia Ferro Carril”, el 1884, el bonde de tracció animal va passar a transportar la “maleta real” fins a Sepetiba, a més de càrregues i passatgers.
La llum elèctrica arriba la Sepetiba el 1949 i, des d'aleshores, Sepetiba s'expandeix. Moltes construccions van ser ocupant les àrees pròximes a la carretera del Piai, la plaça Oscar Rossin va ser urbanitzada i va ser obert el canal en el Carrer Santa Ursulina per a drenar aiguamolls. En la dècada de 1960, sorgeix la urbanització “Vila Balneário Globo” i, recentment, en mig de gran polèmica, es construeix al llarg de la carretera de Sepetiba, el gran conjunt Nova Sepetiba, construït pel govern de l'estat per a la població de rendes baixes.
Des dels anys 90, les platges del barri van rebre el clavegueram de rius locals com el Riu Guandu, i de metalls pesants com el zinc i el cadmi llançats en aquesta zona de la Badia de Sepetiba, després de les fuites d’un embassament abandonat de la extinta Cia. Mercantil Ingá del Port d'Itaguaí, cosa que va causar un dràstic enfangament de la riba, formant grans manglars i llengües negres, i l'alta pol·lució de les aigües, fent les platges inadequades pel bany i perjudicant també pesca local, que és la principal activitat econòmica del barri. Però, en èpoques de marea alta, alguns antics habitants s' arrisquen a entrar a l'aigua.
El barri i les seves platges continuen sent recordats, no només pels habitants de la Zona Oest, sinó també per la televisió, ja que el lloc va servir d'escenari per a la telenovel·la O Bem-Amado els anys 70.

## Geografia
Envoltat pels barris de Santa Cruz al nord i Guaratiba a l'est, és banyat per la Badia de Sepetiba al sud. Té una superfície de 1.162,13 hectàrees (11,6213 km²) i una població d'aproximadament de 40.000 habitants, (segon dades de l'Institut Brasiler de Geografia i Estadística - IBGE - Cens Demogràfic 2006)
Per trobar-se pròxim al litoral, la major part del seu territori és pla, amb altituds pròximes al nivell del mar. Destaca en el paisatge el morro da Trindade i el morro de Sepetiba amb 67 metres d'altitud. El seu litoral, banyat per la badia de Sepetiba, és dividit per la punta Ipiranga en dos vessants. En el vessant oest es troba la platja de Sepetiba i la platja de Dona Luíza o Recôncavo separades per la punta del Piaí. En el vessant est es troba la platja del Cardo en el Saco del Piaí. La platja de Sepetiba és la més gran de les tres. S'hi troben l'illa da Pescaria i l'illa do Tatu.